# Kirchenpaueria moneroni
Kirchenpaueria moneroni är en nässeldjursart som först beskrevs av Antsulevich 1980.  Kirchenpaueria moneroni ingår i släktet Kirchenpaueria och familjen Kirchenpaueriidae. Inga underarter finns listade i Catalogue of Life.